# 崎岖枝螺
崎岖枝螺（学名：Thalotia elongata），是原始腹足目钟螺科枝螺屬的一种。主要分布于中国大陆，常栖息在潮下带。
其种加词“elongata”意为“长的”。